# Bolla d'oro di Rimini
La Bolla d'oro di Rimini è una crisobolla con la quale Federico II di Svevia (imperatore del Sacro Romano Impero dal 1220 al 1250) riconobbe all'Ordine teutonico la sovranità sulla Terra di Chełmno (Culmland, Culmerland o in tedesco Kulmerland), una regione della Polonia centrale ad est del fiume Vistola, e su tutte le terre che i membri dell'Ordine fossero riusciti a conquistare ai Prussiani. La bolla reca la data del marzo 1226, ma ricerche condotte da Tomasz Jasiński nel 1994 hanno spostato la sua emanazione al 1235.

## Storia
Centrale nel documento, oltre al riconoscimento per l'Ordine Teutonico di tutti i diritti di sovranità sui territori in questione (tra cui quello di emanare leggi e coniare moneta), è anche l'assegnazione all'Ordine del compito di conquista di una terra ancora pagana, in vista della sua evangelizzazione. Da questo punto di vista, la Bolla d'oro di Rimini va considerata congiuntamente alla Bolla d'oro di Rieti (dell'agosto 1234), con la quale papa Gregorio IX rivendicava come parte del Patrimonio di San Pietro la stessa Terra di Chełmno e i territori baltici conquistati dall'Ordine Teutonico, attribuendone tuttavia il possesso all'Ordine stesso, e con il trattato di Kruschwitz (o Kruszwica), del giugno 1230, con il quale Corrado I di Masovia (principe polacco che richiese l'intervento militare dell'Ordine Teutonico contro i Prussiani) cedette come donazione all'Ordine stesso la Terra di Chełmno e i territori che esso avrebbe in seguito conquistato in Prussia.
Sull'autenticità della Bolla d'oro di Rimini e del trattato di Kruschwitz si è molto dibattuto; tuttavia è certo che l'Ordine Teutonico si servì di questi documenti come fonte di legittimazione politica per la conquista militare delle terre baltiche, che prese (tra il 1231 e il 1238) la forma di una vera e propria crociata, pur essendo nata dall'interesse dell'Ordine Teutonico a costruire in questi territori un proprio dominio di tipo territoriale.